# Cinq martyres de Perse
Les Cinq martyres de Perse, aussi appelées les Cinq sœurs de Perse ou les Cinq vierges de Perse, sont un groupe de chrétiennes qui auraient été martyrisées sous le règne de Chapour II (309-379).
Leur mémoire est commémorée le 6 juin dans l'Église orthodoxe.

## Sources et études
La vie des cinq vierges de Perse est connue à travers des sources syriaques et grecques. Cependant, l'histoire de leur hagiographie et de leur vie est restée assez longtemps compliquée à établir, étant donné qu'il existe des traditions régionales de ces mêmes saintes un peu altérées. Ainsi, sur l'île de Crète, la tradition régionale aurait « crétisé » l'histoire, en changeant simplement les lieux concernés par le récit transvasé dans des lieux crétois. 
Pour la question de savoir quels sont les prénoms exacts des saintes, Sebastian Brock donne les comparatifs suivants :

« Syriaque : Thècle, Mariam, Marthe, Mariam, Emmi (ou Amai)

Grec (Synaxaire) : Thècle, Mariamne, Marthe, Maria, Enneim

Grec (Krētōn Hagioi) : Marthe, Maria, Ennatha, Thècle, Mariamne

Grec (Synaxaristes) : Thècle, Mariamne, Marthe, Maria, Ennatha

Grec (chez Spanakès) : Thècle, Mariamna, Aithana, Marthe, Maria »

Il soutient par ailleurs que l'utilisation de « Mariamne » dans les prénoms grecs est volontaire, pour éviter de doubler « Mariam », comme dans l'original syriaque. Le prénom « Emmi » est un prénom hapaxique dans la littérature syriaque, et signifie littéralement « ma mère ». 

## Biographie
Selon les récits hagiographiques les concernant, les cinq martyres auraient vécu près du village d'Aza alors dans l'Empire sassanide,. Les cinq auraient été des moniales ou en tous cas des femmes vivant une vie monastique de chasteté et de prière, dans certaines hagiographies elles sont décrites comme vierges. Elles auraient été sous la houlette spirituelle d'un certain Paul, qui aurait été un prêtre mais aussi un homme riche et cupide,. Les cinq chrétiennes auraient distribué tous leurs biens et les lui auraient confié, mais ce dernier aurait choisi de tout conserver pour lui.
Les Perses se seraient rendu compte de la richesse du dénommé Paul, dénoncé par un certain Nersès, et auraient menacé de les tuer tous les six si le groupe ne reniait pas leur croyance en Jésus-Christ. Paul aurait accepté, par cupidité, et serait ainsi passé du côté des persécuteurs,. Les cinq femmes auraient quant à elles refusé d'abjurer la foi chrétienne et auraient été exécutées par les Perses et Paul ligués contre elles,. Elles auraient été finalement décapitées.

## Célébrations
Leur mémoire est commémorée anciennement le 6 juin dans l'Église orthodoxe mais plus récemment, on trouve aussi la date du 9 juin,.